# 我是马来西亚的孩子
《我是马来西亚的孩子》是一首马来西亚爱国歌曲，由沙林依布拉欣创作及演唱，采用雷鬼和流行音乐曲风。 这首歌曲收录在同名音乐专辑，1986年由宝丽金唱片发行卡带专辑，2016年9月由马来西亚环球音乐重新发行CD专辑。
《我是马来西亚的孩子》于2018年被改编部分歌词，重新翻唱为马来语和华语歌曲，李志清改编中文歌词，并与Sejahtera Malaysia一同收录在《Rise: Ini Kalilah》电影原声专辑。 2020年再次由北方大学重新编曲，改成爵士乐风格，作为国家团结部推荐的爱国歌曲。